# Rhododendron 'Moerheim's Pink'
Rhododendron 'Moerheim's Pink' er en rhododendron-sort, der blomstrer i maj med rosarøde åbne klokkeformede blomster i åbne klaser med op til otte blomster.
Planten er hårdfør i Danmark og rigt blomsterne. Den er ikke så høj, som andre rhododendron-sorter. Den trives godt i havejord.
Bladene er ovale, og de nye skud er rødbrune.

## Anvendelse
Sorten bruge som haveplante, men på grund af hårdførheden kan den bruges flere steder end andre rhododendron-sorter.
Planten kan blive mere end 50 år gammel. 

## Navnet
Navnet stammer fra en hollandsk planteskole, som lå i byen Moerheim.
Sorten Rhododendron impeditum 'Moerheimii' er lavet på en samme planteskole.

## Formering
Sorten stiklinge-formeres. Planten kan ikke danne frø.